# Leichtathletik-Weltmeisterschaften 2003/50 km Gehen der Männer
Das 50-km-Gehen der Männer bei den Leichtathletik-Weltmeisterschaften 2003 wurde am 27. August 2003 in den Straßen der französischen Stadt Paris ausgetragen.
Mit dem Polen Robert Korzeniowski wurde der dominierende Geher dieser Jahre Weltmeister. Er war auf der 50-Kilometer-Distanz bereits zweifacher Olympiasieger (1996/2000), zweifacher Weltmeister (1997/2001), zweifacher Europameister (1998/2002) und Inhaber der Weltbestzeit. Außerdem hatte er bei den Olympischen Spielen 2000 auch den Gehwettbewerb über zwanzig Kilometer für sich entschieden. Silber ging an den Russen German Skurygin. Der Deutsche Andreas Erm gewann die Bronzemedaille.

## Rekorde / Bestleistungen

### Bestehende Bestmarken
| Weltbestzeit | 3:36:39 h | Robert Korzeniowski | München, Deutschland    | 8. August 2002  |
| WM-Rekord    | 3:40:53 h | Maurizio Damilano   | WM 1987 in Rom, Italien | 30. August 1987 |

Anmerkung:

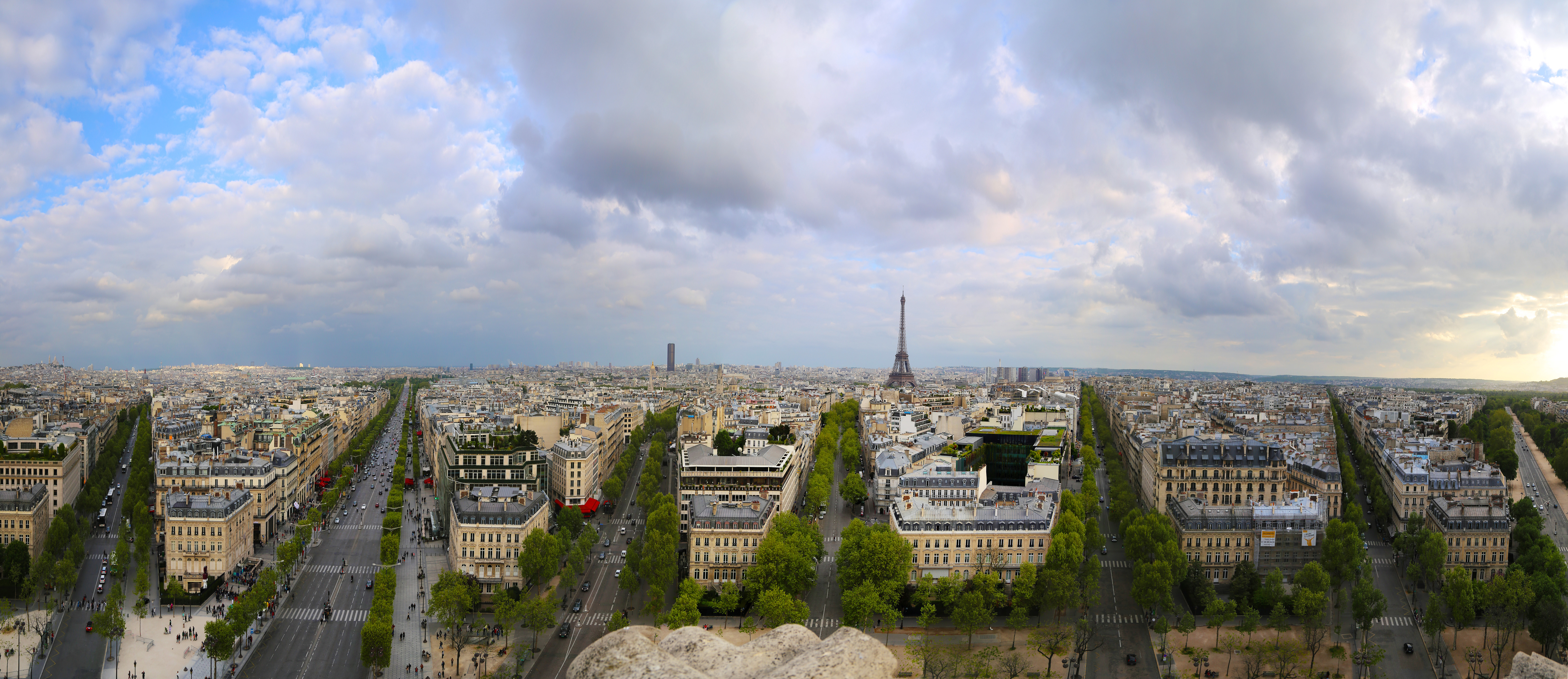
Panoramablick vom Triumphbogen auf Paris

Rekorde wurden im Marathonlauf und Straßengehen wegen der unterschiedlichen Streckenbeschaffenheiten mit Ausnahme von Meisterschaftsrekorden über viele Jahrzehnte hinweg nicht geführt. Robert Korzeniowski erzielte bei diesen Weltmeisterschaften mit seiner Zeit den ersten offiziellen Weltrekord im 50-km-Gehen.

### Rekordverbesserung
Der polnische Weltmeister Robert Korzeniowski verbesserte den bestehenden WM-Rekord im Wettbewerb am 23. August um 4:50 Minuten auf 3:36:03 h. und stellte damit gleichzeitig den ersten Weltrekord in dieser Disziplin auf.
Außerdem gab es zwei neue Landesrekorde:
- 3:36:42 h – German Skurygin, Russland
- 3:37:46 h – Andreas Erm, Deutschland

## Durchführung
Hier gab es keine Vorrunde, alle 39 Geher traten gemeinsam zum Finale an.

## Ergebnis

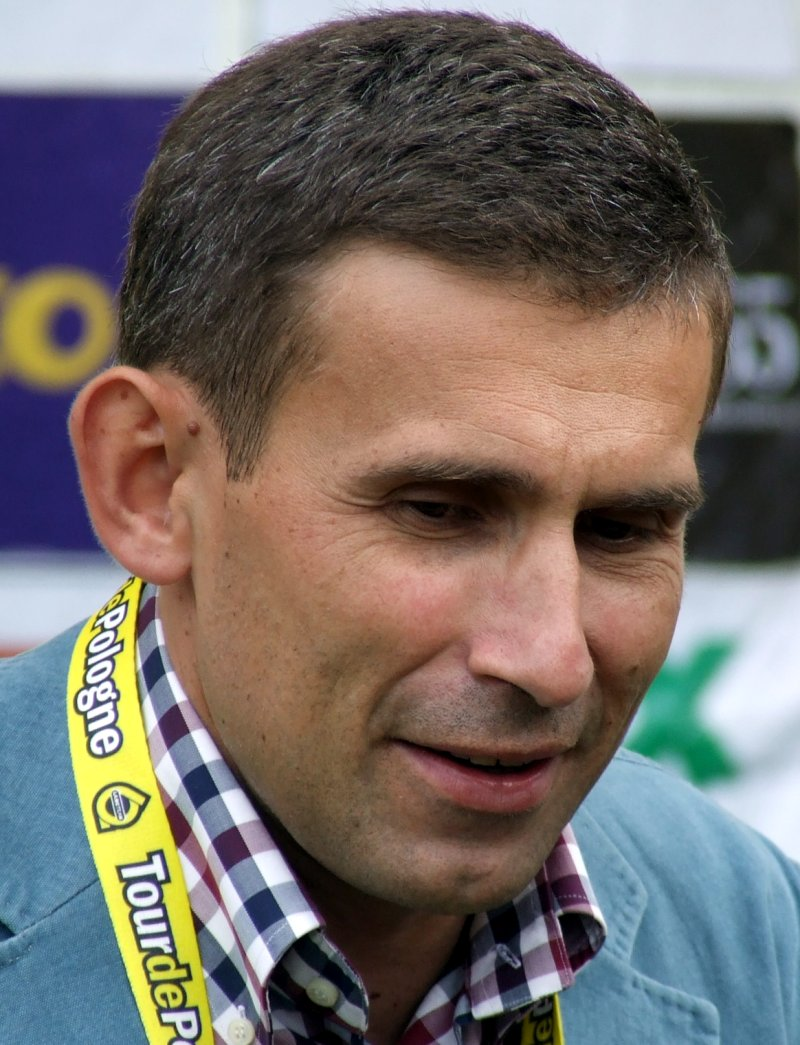
Weltmeister Robert Korzeniowski war der mit Abstand weltbeste Geher dieser Jahre

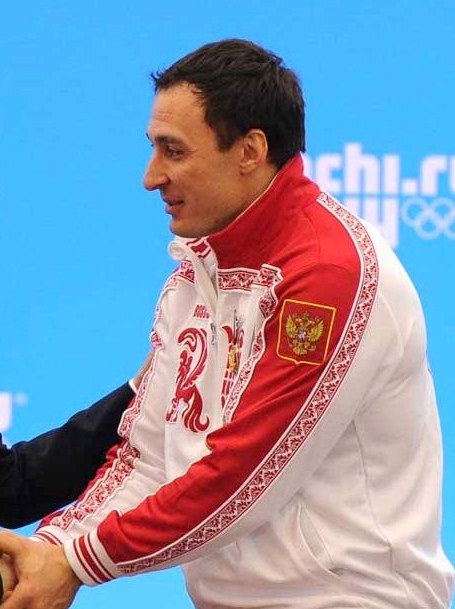
Alexei Wojewodin, vor einem Jahr Vizeeuropameister, kam auf den vierten Platz

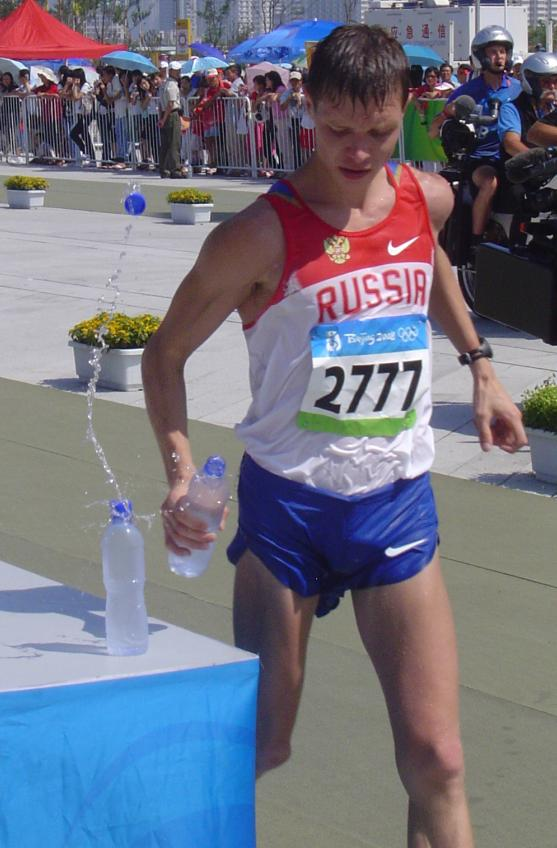
Der fünftplatzierte Denis Nischegorodow

27. August 2003, 7:50 Uhr
| Platz | Name                   | Nation                 | Zeit (h)   |
| ----- | ---------------------- | ---------------------- | ---------- |
| 1     | Robert Korzeniowski    | Polen                  | 3:36:03 WR |
| 2     | German Skurygin        | Russland               | 3:36:42 NR |
| 3     | Andreas Erm            | Deutschland            | 3:37:46 DR |
| 4     | Alexei Wojewodin       | Russland               | 3:38:01    |
| 5     | Denis Nischegorodow    | Russland               | 3:38:23    |
| 6     | Jesús Ángel García     | Spanien                | 3:43:56    |
| 7     | Roman Magdziarczyk     | Polen                  | 3:44:53    |
| 8     | Trond Nymark           | Norwegen               | 3:46:14    |
| 9     | Sergei Korepanow       | Kasachstan             | 3:47:42    |
| 10    | Denis Langlois         | Frankreich             | 3:49:05    |
| 11    | Eddy Riva              | Frankreich             | 3:53:18    |
| 12    | Germán Sánchez         | Mexiko                 | 3:53:24    |
| 13    | Peter Korcok           | Slowakei               | 3:54:12    |
| 14    | Mikel Odriozola        | Spanien                | 3:56:27    |
| 15    | Fredrik Svensson       | Schweden               | 3:56:31    |
| 16    | Spirídon Kastánis      | Griechenland           | 3:56:41    |
| 17    | Pedro Martins          | Portugal               | 3:58:10    |
| 18    | Bengt Bengtsson        | Schweden               | 3:58:36    |
| 19    | Tim Berrett            | Kanada                 | 4:02:03    |
| DNF   | Jamie Costin           | Irland                 |            |
| DNF   | Aleksandar Raković     | Serbien und Montenegro |            |
| DNF   | Francisco Pinardo      | Spanien                |            |
| DNF   | Luis García            | Guatemala              |            |
| DNF   | Miguel Ángel Rodríguez | Mexiko                 |            |
| DSQ   | Tomasz Lipiec          | Polen                  |            |
| DSQ   | Aigars Fadejevs        | Lettland               |            |
| DSQ   | Bian Aiguo             | Volksrepublik China    |            |
| DSQ   | Modris Liepinš         | Lettland               |            |
| DSQ   | Wang Yinhang           | Volksrepublik China    |            |
| DSQ   | Jacob Sørensen         | Dänemark               |            |
| DSQ   | Fumio Imamura          | Japan                  |            |
| DSQ   | Miloš Holuša           | Tschechien             |            |
| DSQ   | Curt Clausen           | USA                    |            |
| DSQ   | Marco Giungi           | Italien                |            |
| DSQ   | Craig Barrett          | Neuseeland             |            |
| DSQ   | Grzegorz Sudoł         | Polen                  |            |
| DSQ   | János Tóth             | Ungarn                 |            |
| DSQ   | Yu Chaohong            | Volksrepublik China    |            |
| DSQ   | Peter Tichý            | Slowakei               |            |

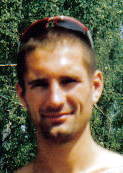
Roman Magdziarczyk wurde Siebter
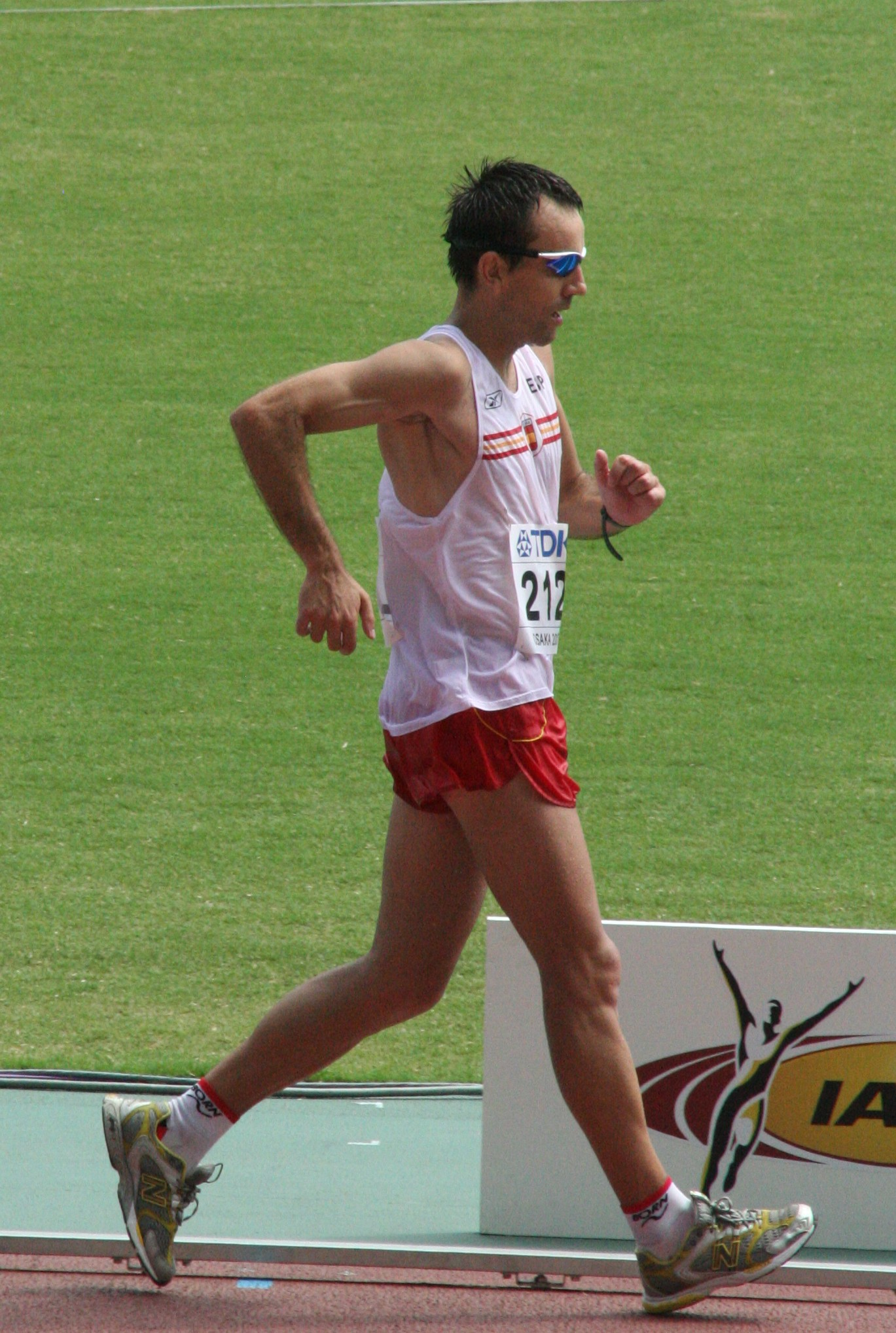
Mikel Odriozola belegte Rang vierzehn
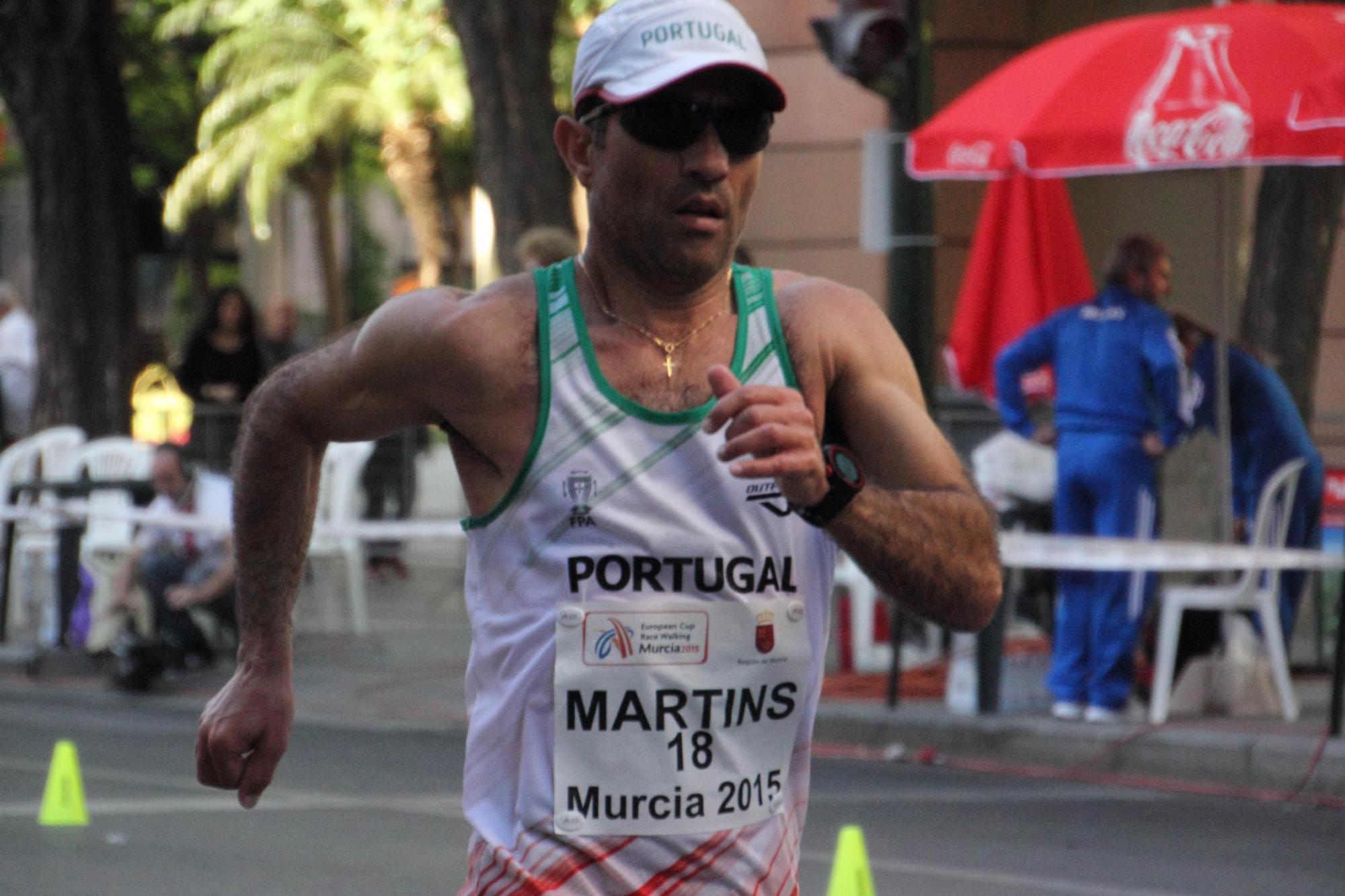
Rang siebzehn für Pedro Martins

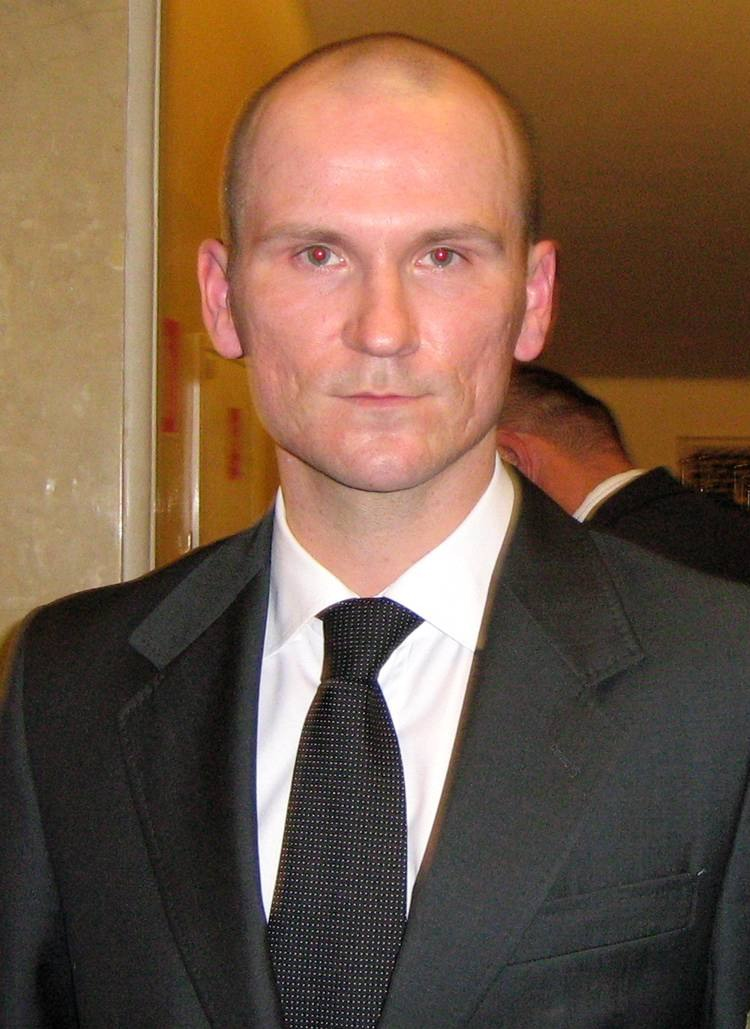
Tomasz Lipiec – disqualifiziert
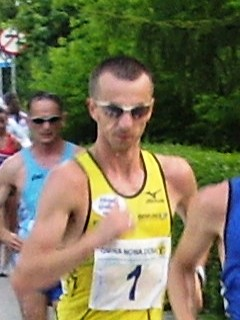
Grzegorz Sudoł – disqualifiziert

## Video
- World Record - 50K Walk Men Paris 2003, Video veröffentlicht am 5. Dezember 2012 auf youtube.com, abgerufen am 7. September 2020